# 勝小吉
勝 小吉（かつ こきち）は、江戸時代後期の旗本。旗本・男谷平蔵の三男。妻は勝甚三郎の娘で、勝家の養子となる。勝海舟の父。

## 概略
左衛門太郎惟寅（これとら）と称し、幼名はもと亀松、勝家に養子に入った後は小吉。隠居後は夢酔（むすい）。酒はあまり好まず、博打もやらなかったという。その代わり吉原遊びをし、着道楽で、喧嘩を好んだ。腕っぷしも剣の腕も優れ、道場破りをして回り、不良旗本として恐れられた。
剣客・男谷信友は血縁上は従甥で兄思孝の婿養子でもあり、系図上は甥に当たる。また、島田虎之助とは、海舟が柔術の兄弟弟子（後に剣の師匠）だった縁から親交があった。著書『夢酔独言』で自分の奔放な人生を語り、現在も読まれている。いくつかの小説のモデルにもなっている。

## 生涯
小吉の生涯は、その著書『夢酔独言』に詳しい。
旗本・男谷平蔵忠恕（越後国刈羽郡長鳥村杉平出身の盲人・米山検校の九男）の三男（庶子）として生まれた。忠恕の正妻に引き取られ、乳母に育てられた。文化5年（1808年）、旗本の勝甚三郎（41石）の末期養子となったが、喧嘩好きで学問を嫌い、たびたび問題を起こした。5歳の時に喧嘩をしたが、石で殴りかかり相手の口を切った。その後父親に下駄で頭を殴られた。7歳の頃、2、30人を相手に1人で喧嘩をしたがさすがに敵わず、悔しいので切腹しようと思って脇差を抜いたが近くにいた米屋に止められた。柔術の仲間に帯で縛られて天井に吊された。悔しいので、皆が物を食べようとするとき、上から小便をばらまいた。
文化12年（1815年）、江戸を出奔し、上方を目指した。道中で護摩の灰（旅人を騙して金品を奪う盗賊）に路銀と服を奪われ無一文になり、乞食をしながらとりあえず伊勢参りを達成した。旅の途中で病気になるが、乞食仲間や賭場の親分に助けられ、江戸へ帰り着いた。この旅の最中に野宿をしていたとき崖から落ちて、睾丸を片方つぶし、2年ばかり直らなかったと伝わる。
文政2年（1819年）、養父甚三郎の実娘の信（のぶ）と所帯を持った。しかし文政5年（1822年）5月、再び江戸を出奔した。道中「水戸（藩）の家来だ」と身分を偽り宿屋や人足をだまして旅を続けた。遠江国の知り合いの処にしばらく逗留していたが、江戸から甥が迎えに来て、懇願されたために7月に江戸へ帰った。
江戸へ帰ると養父に座敷牢に入れられ、そこで21歳から24歳まで過ごしたとされる。その間しかし夫婦生活はあったらしく、長男の麟太郎（後の海舟）が生まれている。長男が生まれたので自由になれると思い「隠居して3歳になる息子に家督を譲りたい」と願ったが、父に「少しは働け」と言われ、幕府で就職活動をした。しかし、日頃の行いのせいか役を得る事はできなかった。その後は喧嘩と道場破りをしながら、刀剣の売買や町の顔役のような事をして過ごしていた。あまりの不行跡ゆえに、長兄の男谷彦四郎により檻へ押し込められそうになった。小吉は、檻に入れられたら食を断って死のうと思っていたが、兄嫁や甥の男谷信友が彦四郎を説得してくれて、難を逃れた。
天保9年（1838年）、37歳にして隠居し、麟太郎へ家督を譲った。その後一時期、虎ノ門にある保科栄次郎邸で預とされた。
天保14年（1843年）、中風発作の後遺症もあったため鶯谷（溜池付近）に庵を結び本格的に隠居し、以前より静かな生活となった。こののち、『平子龍先生遺事』と『夢酔独言』を認めた。
嘉永3年（1850年）、49歳で死去。

## エピソード
- 小吉は生涯無役だったが、息子の麟太郎(勝海舟)は将軍徳川家慶の五男の初之丞の御学友に取り立てられた。小吉もこれを麟太郎の出世の端緒と期待していたようだが、初之丞は一橋家を継ぐとまもなく亡くなった。
- 島田虎之助を訪問した際、不行跡の噂を聞いていた虎之助は小吉をあまり良く思っていなかったらしく、嫌味を言ってきた。小吉はかまわず島田を吉原に連れ出して豪遊し、島田の度肝を抜いた。
- 地主の家で金が入用になったので、その知行地へ行って金策をした。村人が金を出し渋っているので「金策ができなければ面目がない。切腹する」と村人を脅し、とうとう金を出させた。はったりを効かせるために、首桶を江戸から持参していた。
- 息子である勝海舟が幼少時代に生死を彷徨った野犬襲撃事件を唯一記述している。9歳当時の海舟が、本の学問の帰り道に野犬に強襲され、陰嚢を噛まれ睾丸が剥き出しになる重傷を負った。
- ある女に惚れたが、そのことを女房に言うと、女房は「その女をもらってあげる」と言った。自害してでももらってあげるというので、小吉は女房に短刀を渡して遊びに出た。会った知人にそのことを話したら「女房に情をかけてやれ」と意見をされ、さすがに反省して家に帰った。
- 甥の男谷信友は幕末の江戸において力の斎藤・位の桃井・技の千葉と称された三大道場をもってしても歯が立たないといわれた達人だが、小吉は男谷を片手で捻ったという。侠客で江戸町火消の新門辰五郎曰く「喧嘩で（勝小吉の）右に出る者なし」。ある意味、幕末最強の男と言える。
- 鬼神丸国重を差料としていた。

## 著作
著作に『夢酔独言』『平子龍先生遺事』がある。

### 『夢酔独言』
『夢酔独言』は子孫に自分のようにはなるなと伝える目的で記したもので、「けして俺のまねをするな」と書いている。『夢酔独言』では、どうやって乞食をして歩いたかまで詳しく語っている。しかし仮にも武士の子が2度も出奔し本当に箱根の関所を抜けられるのかなど疑問があり、いくらか誇張も含まれていると考えられている。しかし「俺の真似をするな」と言いつつもやりたい放題の半生を子供たちにおおっぴらに書き残し、それがしゃべり言葉のように軽快に書かれていて、八方破れな小吉本人の声が聞こえるかのような面白い作品となっている。

### 『平子龍先生遺事』
小吉が若い頃に付き合いがあった、平山行蔵という御家人のことを書いた本。行蔵は、四谷伊賀町に道場を構えていた文武両道の豪傑で、甲冑のまま土間に寝るという常在戦場の気概をもった武芸者だった。小男ながら強力であり、7貫300匁（約27kg）のまさかりを振り回し、相撲取りの雷電と押し合って負けなかったという。長い刀を好み、常に3尺8寸（約115cm）の刀を差していた。あまりに長すぎるので小吉が「そんなに長いと急の時に抜きにくくありませんか」と聞いたところ、「抜きにくくなど無い。いざというときには脇差しもある。馬に乗って戦うときは短い刀ではどうしようもない。長いに越した事はない」と答えた。しかし行蔵自身、2人の暴漢に襲われたとき差していた3尺8寸の直刀を抜こうとしたがすぐには抜けず、半分まで抜いて受け止めたというから、実用性には疑問符が付く。行蔵の友人の堂々木柔兵衛は自らの60歳の祝いに刀を作った。長さは3尺5分（約106cm）だが、太さ6寸（約18cm）、重さ6貫目（約22.5kg）という大剣であった。行蔵もさすがに「ちょっと重すぎやしないか」と聞いたところ、柔兵衛は「刀は重い方がいい。持ち上げる力さえあれば、落とせば切れる」と答えた。
小吉も、行蔵から3尺2寸の刀をもらって差料にして、周囲を威圧していた。当時は大きい刀をありがたがる風潮があったようである。『平子龍先生遺事』からは、いささかバロック的な江戸末期の武芸者の姿が見て取れる。

## 刊行本
- 『夢酔独言、平子龍先生遺事』 勝部真長解説、平凡社東洋文庫、昭和44年（1969年）、ISBN 9784582801385。ワイド版2006年
  - 『夢酔独言 他』（平凡社、昭和49年（1974年）単行判)。平凡社ライブラリー、平成12年（2000年）
- 『おれの話を心して聞け 勝海舟を育てた父夢酔の実践訓』 勝部真長編訳、（角川文庫、昭和49年（1974年）。新装版・力富書房、昭和63年（1988年））
  - 『夢酔独言 現代語訳 勝小吉自伝』 勝部真長編訳、（PHP研究所　平成7年（1995年））
- 『勝小吉　夢酔独言』（勝部真長編、教育出版　平成15年（2003年））、ISBN 9784316800356
- 『氷川清話 夢酔独言』 勝海舟、勝小吉（川崎宏編、中公クラシックス、平成24年（2012年））、ISBN 9784121601353
- 『夢酔独言』 勝部真長編・解説（講談社学術文庫、平成27年（2015年））、ISBN 9784062923309

## 登場する作品
- 中里介山作『大菩薩峠』の「京の夢あふ坂の夢の巻」「山科の巻」（昭和15年）のなかで登場人物の神尾主膳が写しを借りて読みながら感想を述べるという形で、『夢酔独言』の冒頭から四分の三くらいまでが採録されている。
- 喧嘩侍 勝小吉（小松重男）
- 勝小吉事件帖 - 喧嘩御家人（風野真知雄） - 座敷牢に押し込められた小吉が、事件を推理して解決する。安楽椅子型探偵という趣向。
- 勝海舟 第1巻（子母沢寛） - 小吉と周囲の人々が生き生きと描かれている。
- 父子鷹（子母沢寛）
- おとこ鷹（子母沢寛）
  - 『勝海舟』の後に書かれた作品。小吉が主人公。史実の束縛が希薄。
- 幕末浪漫剣（鳥羽亮） - 架空の主人公に勝小吉他の剣客がからむ。講談社文庫版の井家上隆幸の解説は、子母沢寛作品の記述を史実と勘違いしている。
- 風雲児たち（みなもと太郎）
- とんび侍喧嘩帳（永井義男） - 小吉が大奥の女中と共謀してお家騒動を解決する。
- 武蔵野水滸伝（山田風太郎）
- 大河ドラマ『勝海舟』（NHK、テレビドラマ、1974年、二代目尾上松緑）
- 歴史秘話ヒストリア（NHK、テレビ番組）
- はぐれ医者・お命預かります!（テレビ朝日系、テレビドラマ、1993年・1995年、演：田村亮）
- 父子鷹（日本テレビ、テレビドラマ、1994年、演：松本幸四郎）
- 小吉の女房（NHK BSプレミアム、テレビドラマ、2019年、演 : 古田新太）
- 舞台『勝小吉伝～ああ、わが人生最良の今日』（2019年、演：中村雅俊）